# 塔萊斯達爾卡拉山脈
40°23′0″N 0°16′45″E / 40.38333°N 0.27917°E

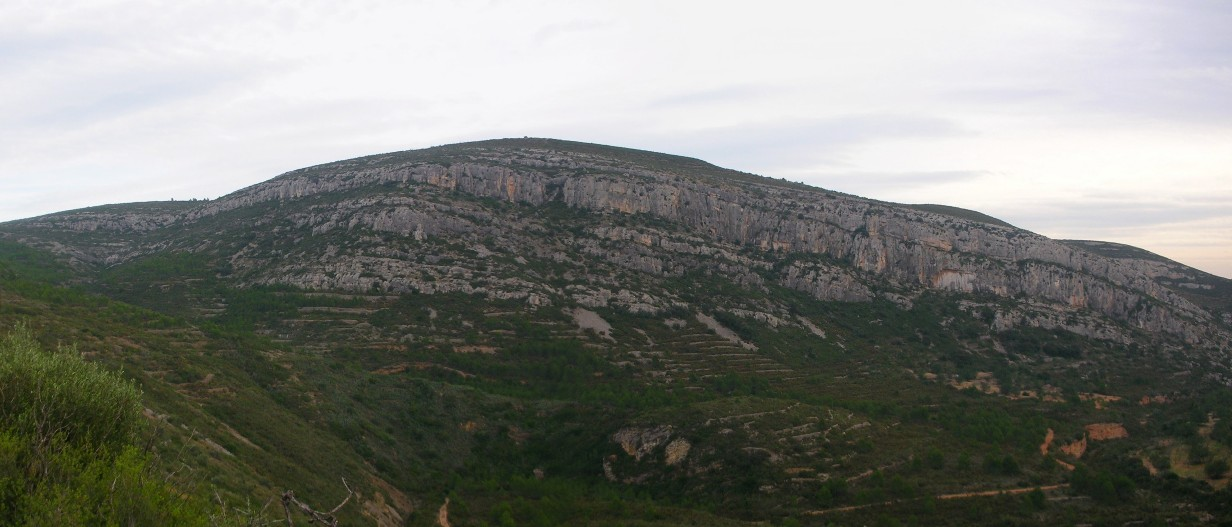

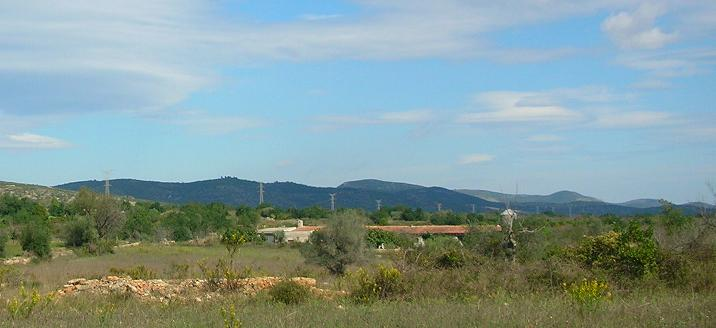

塔萊斯達爾卡拉山脈，是西班牙的山脈，位於該國東部華倫西亞自治區，屬於加泰羅尼亞地中海山脈的一部分，長27公里、寬8公里，最高點海拔高度635米。